# Chaudon-Norante
Chaudon-Norante település Franciaországban, Alpes-de-Haute-Provence megyében. Lakosainak száma 180 fő (2022. január 1.). Chaudon-Norante Barrême, Beynes, Clumanc, Digne-les-Bains, Entrages, Saint-Jacques és Senez községekkel határos.

## Népesség
A település népességének változása:
| Lakosok száma | 90   | 76   | 101  | 145  | 182  | 185  | 183  | 188  | 190  | 180  |
|               | 1968 | 1982 | 1990 | 2006 | 2013 | 2015 | 2017 | 2019 | 2020 | 2022 |